# Yukarıoyumca, Mazgirt
Yukarıoyumca là một xã thuộc huyện Mazgirt, tỉnh Tunceli, Thổ Nhĩ Kỳ. Dân số thời điểm năm 2010 là 35 người.